# Aeroperlas
Aeroperlas war eine panamaische Regionalfluggesellschaft mit Sitz in Panama-Stadt.

## Geschichte
Aeroperlas wurde im Juni 1970 als staatliche Fluggesellschaft gegründet und nahm noch im selben Monat den Flugbetrieb auf. 1976 begann der Privatisierungsprozess, der 1987 abgeschlossen wurde. 1996 wurde der erste internationale Flug angeboten. Heute gehört die Fluglinie zu 80 % Apair und zu 20 % American Eagle Airlines. Am 29. Februar 2012 stellte Aeroperlas aus wirtschaftlichen Gründen den Betrieb ein.

## Flugziele
Aeroperlas bediente in Kooperation mit TACA mehrere Ziele innerhalb Panamas sowie San José in Costa Rica.

## Flotte
Mit Stand November 2011 bestand die Flotte der Aeroperlas aus zwei Flugzeugen:
- 2 ATR 42-300

## Zwischenfälle
- Am 18. April 1990 fiel an einer de Havilland Canada DHC-6-200 Twin Otter der AeroPerlas (Luftfahrzeugkennzeichen N187SA) kurz nach dem Abheben vom Flughafen Contadora (Panama) das Triebwerk Nr. 2 (rechts) aus. Das Flugzeug geriet in eine Sinkflugkurve, die es bis zum Aufschlag im Meer beibehielt. Von den 22 Insassen kamen 20 ums Leben, die drei Besatzungsmitglieder und 17 Passagiere.[3]

- Am 17. März 2000 wurde eine de Havilland Canada DHC-6-300 Twin Otter der AeroPerlas (HP-1267APP) in der Nähe von Carreto (Panama) in einer Höhe von 760 Metern gegen einen 850 Meter hohen Berg geflogen. Bei diesem CFIT (Controlled flight into terrain) wurden alle 10 Insassen getötet, zwei Besatzungsmitglieder und 8 Passagiere. Das Wrack wurde erst fünf Tage später von einem Suchflugzeug aus gefunden.[4]